# Ceresiosaurus
Ceresiosaurus is een geslacht van uitgestorven aquatische lariosaurine nothosauride Sauropterygia, bekend uit het Midden-Trias (grens tussen Anisien en Ladinien) van Monte San Giorgio in Zuid-Zwitserland en Noord-Italië. 

## Naamgeving
Ceresiosaurus betekent 'hagedis van Ceresio' betekent (Ceresio is de naam van het meer van Lugano in Zwitserland). De typesoort Ceresiosaurus calcagnii werd in 1931 door Bernhard Peyer benoemd. C. calcagnii is bekend van zowel de Cava superiore als de Cava inferiore beddingen van de Onder-Meride kalksteen in Monte San Giorgio, daterend uit de laatste Anisien van het Midden-Trias. Rieppel (1998) suggereerde dat het toenmalige monospecifieke geslacht Ceresiosaurus een jonger synoniem is van de beter bekende Lariosaurus, maar hij hield de typesoort als een afzonderlijke soort onder de nieuwe combinatie L. calcagnii. In 2004 werd echter tegen deze synoniemen bezwaar gemaakt door Hänni, die een tweede soort Ceresiosaurus, C. lanzi beschreef en benoemde, een onderscheid dat sindsdien door verschillende andere auteurs wordt ondersteund. Deze soort is alleen bekend van de stratigrafische jongere Cassima-bedden van Monte San Giorgio, hoewel ook van de Lower Meride-kalksteen, daterend uit mogelijk de laagste Ladinese leeftijd. De soort in een subtropische lagune-omgeving met variërende open mariene invloeden en naast vele verwante maar kleinere soorten nothosauriden en pachypleurosauriden. Ceresiosaurus vertegenwoordigt een van de grootste gewervelden tot drie meter snuitstaartlengte uit het zeer gevarieerde paleomilieu van het Midden-Triassiche Monte San Giorgio.

## Kenmerken
Ceresiosaurus was veel langwerpiger dan zijn familieleden en bereikte een lengte van drie tot vier meter. Het dier had een lange nek, een lange staart en volledig ontwikkelde flippers zonder sporen van zichtbare tenen. Het had meerdere langwerpige vingerkootjes, waardoor de flippers veel langer waren dan bij de meeste andere Nothosauria en leken meer op die van de latere Plesiosaurus. Ceresiosaurus had ook de kortste schedel van een bekende nothosauriër, waardoor de gelijkenis met Plesiosaurus verder werd vergroot. Hoewel het bezit van een lange nek en staart, heeft Ceresiosaurus mogelijk niet gezwommen door zijn lichaam te golven. Analyse van de botstructuur van de heupen en krachtige staart suggereert dat het zichzelf in plaats daarvan met staart en vinnen door het water voortstuwde, dat laatste net als een pinguïn. Het bewijs van pachypleurosauriërs in de bewaarde maag van Ceresiosaurus blijft geloofwaardigheid verlenen aan de theorie dat het een snelle zwemmer was. De dieren waren gestroomlijnd, wat suggereert dat het waterdieren waren.

## Taxonomie
De eerste fossiele resten werden in 1931 gevonden in Zwitserland door Bernhard Peyer. Olivier Rieppel beschouwde de naam Ceresiosaurus als een synoniem van Lariosaurus, een veel kleinere verwant. Ceresiosaurus wordt soms gezien als een tussenvorm tussen Nothosaurus en Pistosaurus. Ceresiosaurus had enkele kenmerken van Plesiosauroidea die hij met Pistosaurus gemeen had, zoals de lange nek, peddelvormige poten en de grotere voorste peddels in vergelijking met de achterste.

## Ecologie
Ceresiosaurus leefde in het Midden-Trias samen met andere leden van de orde der Nothosauria als Nothosaurus, Neusticosaurus en Serpianosaurus, de Placodontia Macroplacus en Placodus, het zeereptiel Helveticosaurus, Tanystropheus (Prolacertiformes), Ticinosuchus (Rauisuchia), Rutiodon (Phytosauria) en enkele vroege Pterosauria.